# Larson Valley
Larson Valley är en dal i Västantarktis. Chile gör anspråk på området.